# モンテカルロ・バレエ

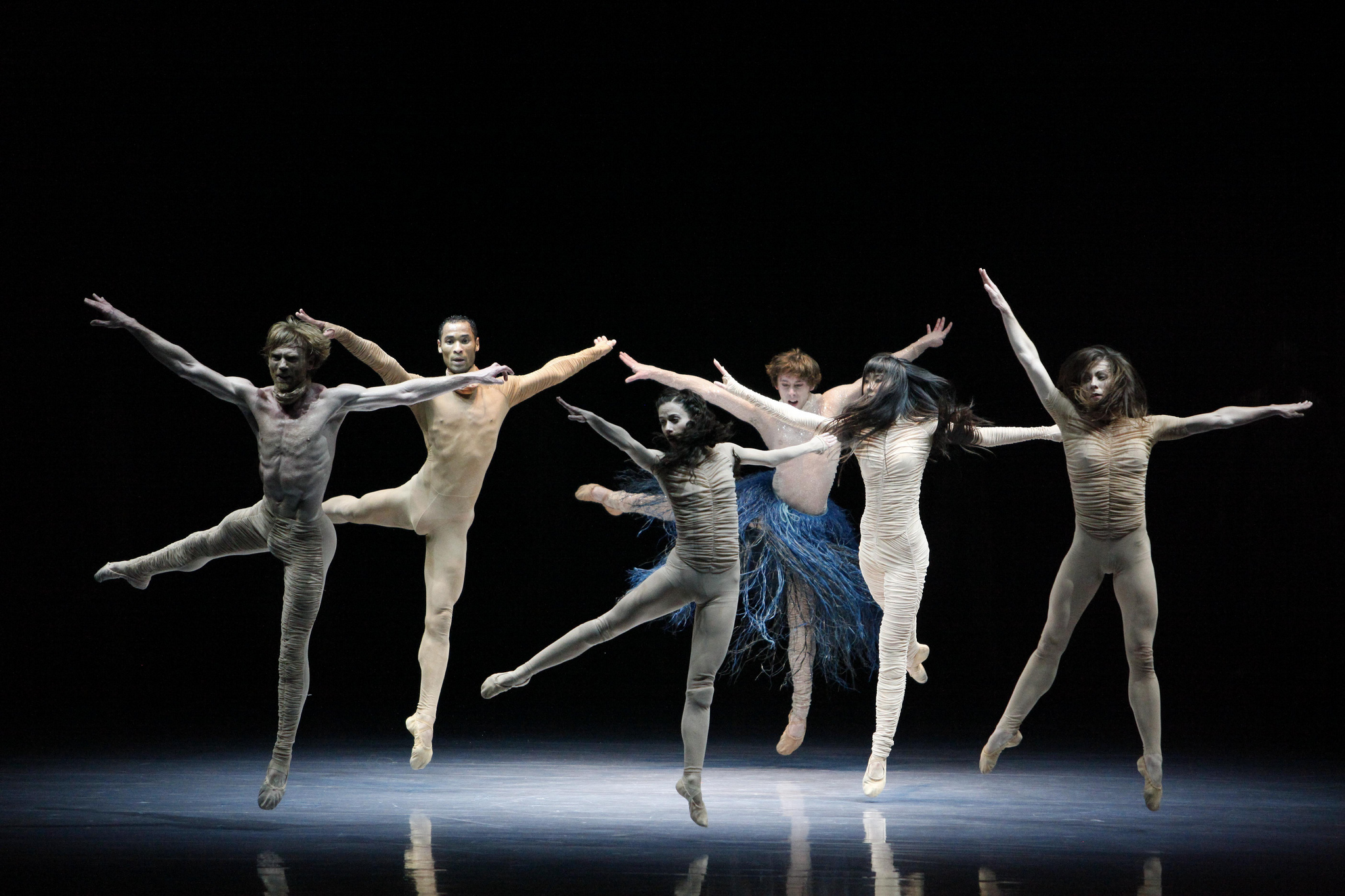

モンテカルロ・バレエ（フランス語: Les Ballets de Monte-Carlo）は、モナコ公国のモンテカルロに本拠を置く、同国の国立バレエ団である。モナコ公妃グレースの遺志を継いだハノーファー王子妃カロリーヌにより、1985年に設立された。モナコ公国モンテカルロ・バレエと呼ばれることもある。バレエ・リュス・ド・モンテカルロとは直接の関係はないが、モナコにおけるバレエの伝統を受け継ぐバレエ団として、バレエ・リュスの作品をレパートリーとしている。

## 歴史
1985年12月21日にパリ・オペラ座バレエから数名の客演を迎えて初公演を行った。ギレーヌ・テスマーとピエール・ラコットの監督により、ディアギレフ・スタジオでリハーサルを行い、モンテカルロ歌劇場で公演を行った後、直ちにツアーを開始した。バレエ・リュスの作品や、ケヴィン・ハイゲン、ジョン・クリフォード、ジャン＝クリストフ・マイヨー、ディーター・アンマン、ウーヴェ・ショルツなどの振付家によるコンテンポラリー作品をレパートリーとする。1989年、前年に去ったギレーヌ・テスマーとピエール・ラコットの後任として、ジャン＝イヴ・エスケールが芸術監督に就任した。
1992年にジャン＝クリストフ・マイヨーが芸術コンサルタントとして入団し、翌年9月には正式に芸術監督兼振付家に就任した。その4年後には、マイヨーの尽力により本拠地を自前の建物に移転した。2000年12月には、モナコに新設された国際会議場グリマルディ・フォーラムの付属ホール、サレ・デ・プランス（Salle des Princes）の舞台でシーズンを迎えた。